# NGC 3616
NGC 3616 is een ster in het sterrenbeeld Leeuw. Het hemelobject werd op 8 april 1784 ontdekt door de Duits-Britse astronoom William Herschel.